# Liste des voies du centre-ville de Nantes
Cet article recense certaines des plus célèbres voies et places du centre-ville de Nantes en France, et en évoque l’histoire, selon un classement par type et ordre alphabétique. 

## Cours

### Cours des 50-Otages
Le cours des 50-Otages est l'une des artères principales et emblématiques de la ville. Situé à l'emplacement de l'ancien cours de l'Erdre, il tire son nom des représailles après la mort du  feldkommandant Karl Hotz lors de la Seconde Guerre mondiale. Un mémorial aux Cinquante Otages est situé à l'extrémité du cours, place du Pont-Morand. Le cours de l'Erdre est comblé à partir de 1929. C'est d'ailleurs l'entreprise dirigée par Karl Hotz qui en était chargée. 

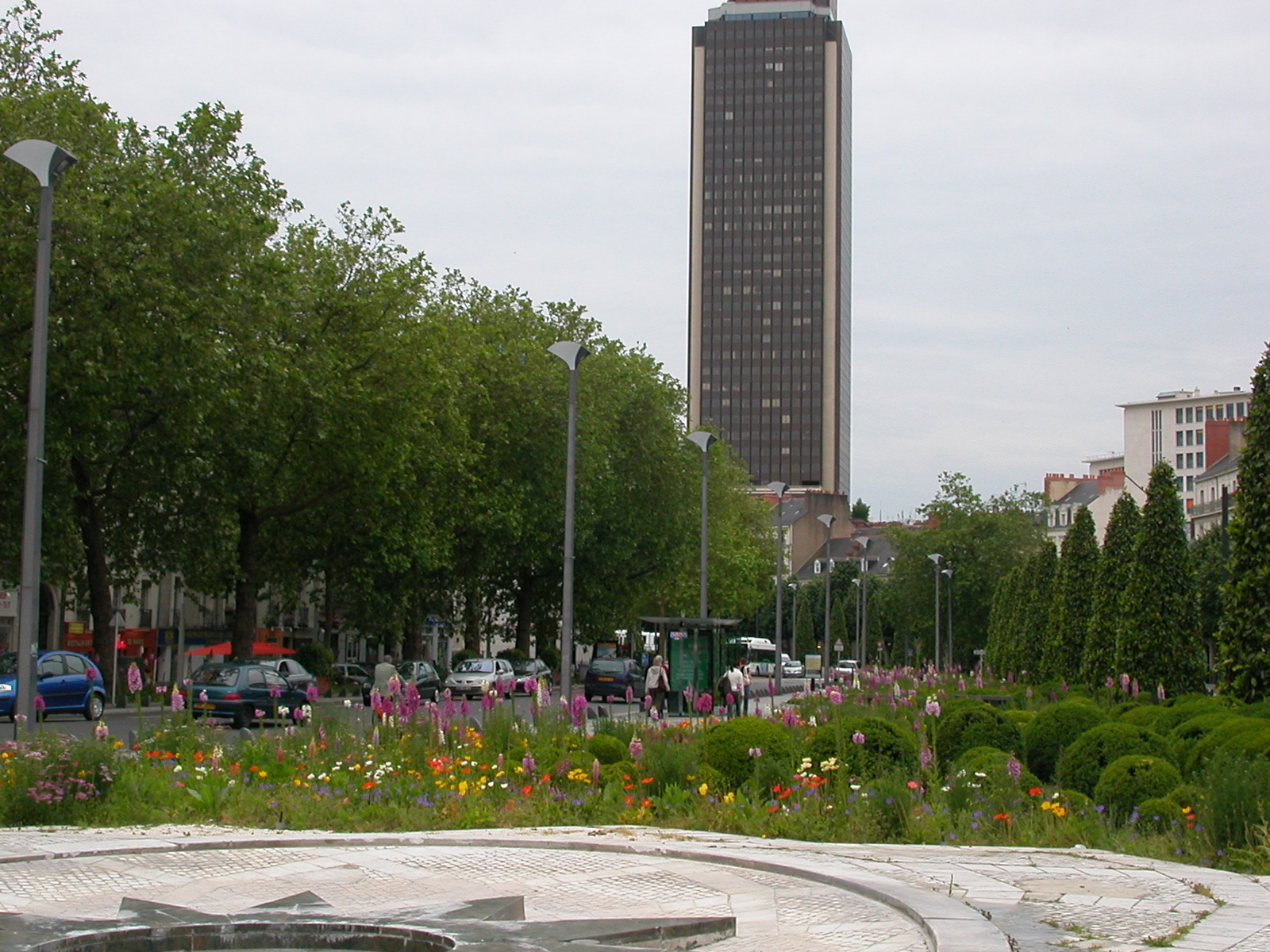
Cours des 50 Otages

### Cours Franklin-Roosevelt
Le Cours Franklin-Roosevelt, artère elle aussi d'importance, occupe l'emplacement de l'ancien « bras de la Bourse » qui fut comblé à partir de 1929, travaux également confié à l'entreprise dirigée par Hotz.

### Cours Cambronne
Situé dans les « beaux quartiers » de la ville près de la place Graslin, le Cours Cambronne est créé en 1789 par l'architecte nantais Mathurin Crucy. Il se trouve entre la rue des Cadeniers et la rue Piron. Le cours a successivement été baptisé « Cours Henri IV » et « Cours Napoléon ». Il y trône une statue de Pierre Cambronne. Des immeubles élégants des XVIIIe et XIXe siècles.

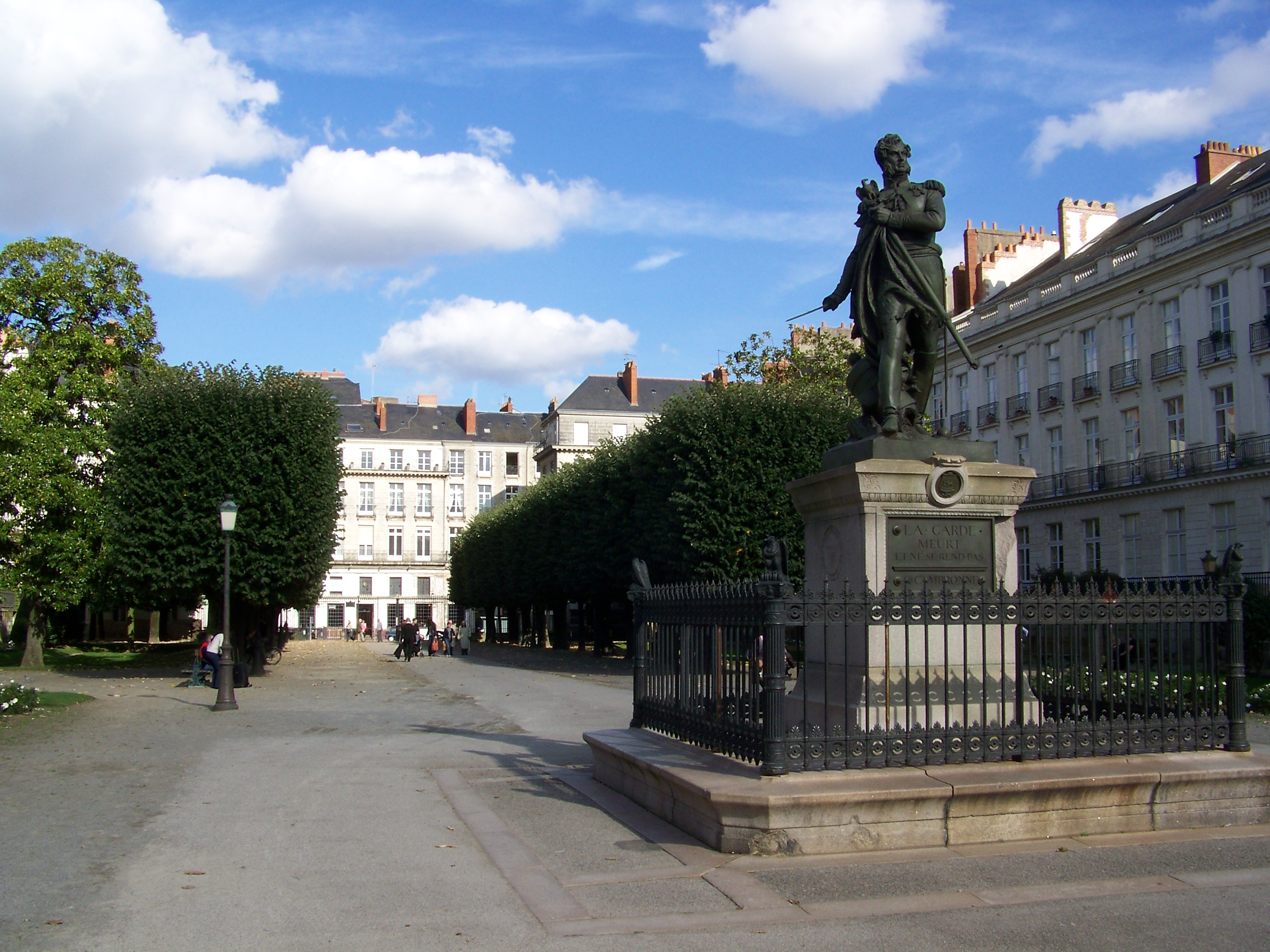
Le cours Cambronne avec la statue du général du même nom

### Cours Saint-Pierre et cours Saint-André

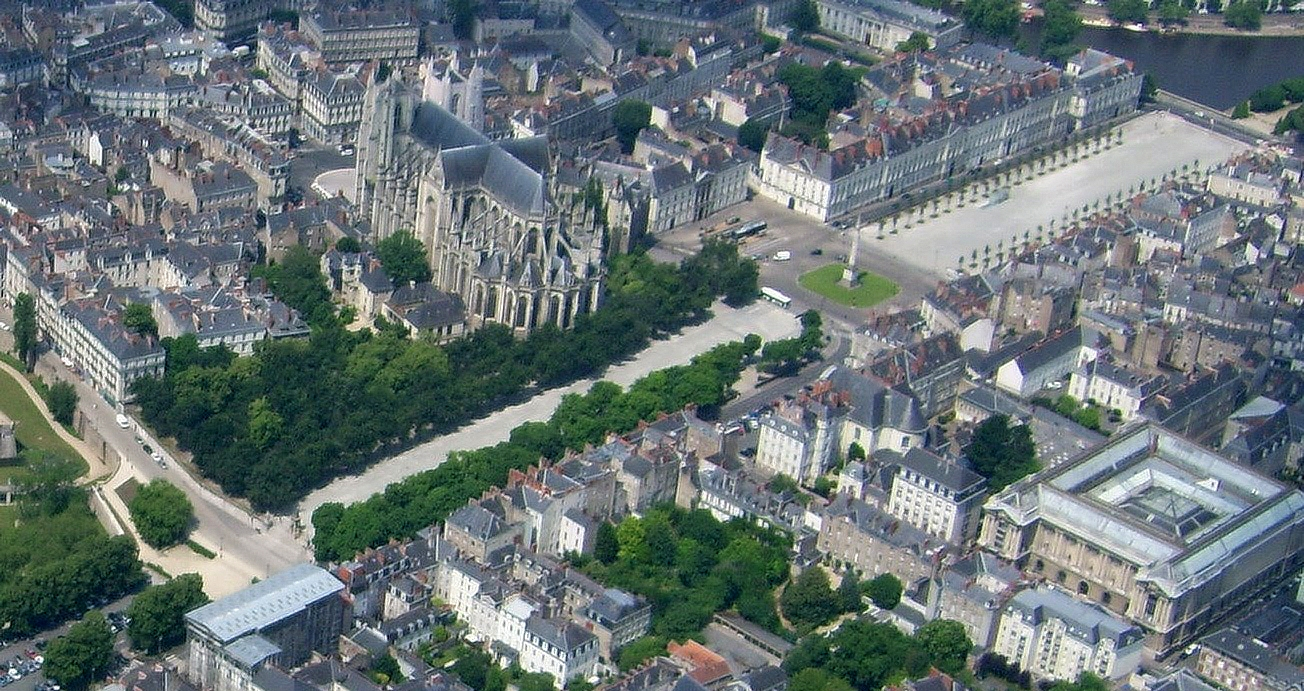
Vue aérienne des cours Saint-Pierre et Saint-André

## Passage

### Passage Pommeraye
Le passage Pommeraye est un passage couvert qui relie la rue de la Fosse à la rue Santeuil sur 9 mètres de dénivelé. Ouverte en 1843 par Louis Pommeraye, cette galerie commerciale, encore atypique en province à l'époque, dispose d'un escalier monumental. Des commerces bordent ce passage ; on en compte plus de soixante les premières années. Ce passage est classé monument historique depuis 1976.

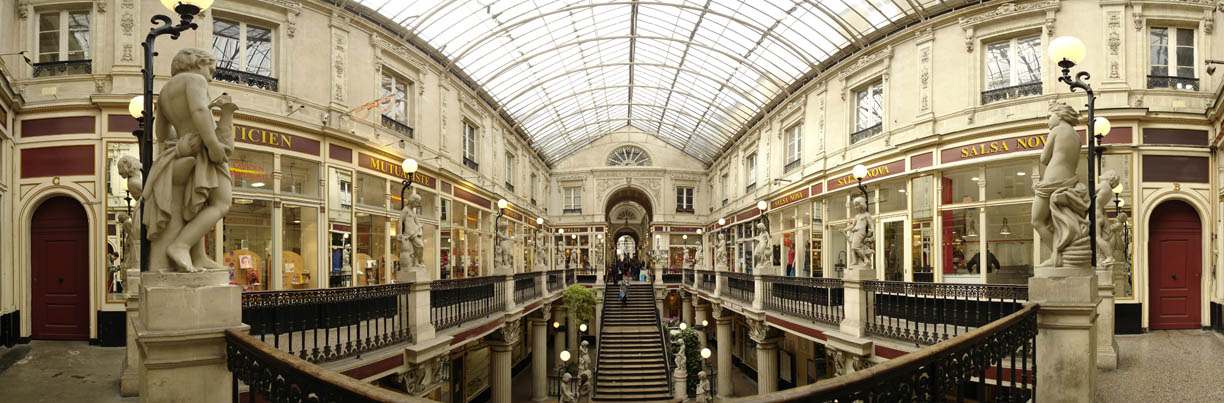
Photo panoramique du Passage Pommeraye

## Places

### Place du Bouffay
Située dans le quartier du Bouffay, le plus ancien de la ville, la place du Bouffay était la place principale de l'ancienne cité médiévale, là où se tenaient les exécutions publiques jusqu'à la Révolution. Le château comtal dit « château du Bouffay » qui se trouvait alors sur son côté ouest accueillit aussi les institutions municipales. Aux XVIIIe et XIXe siècles, les travaux d'urbanisme modifieront totalement sa physionomie.
Aujourd'hui cette place est une zone piétonne et commerciale. Jusqu'en 2010, elle fut aussi le lieu de rassemblement d'un marché de plein air, mais les travaux d'aménagement en cours (concernant le « Carré Feydeau ») et le démontage des auvents qui faisaient office de halles accueillant les commerçants, remettent en cause le maintien de cette activité dans son ancienne configuration. 

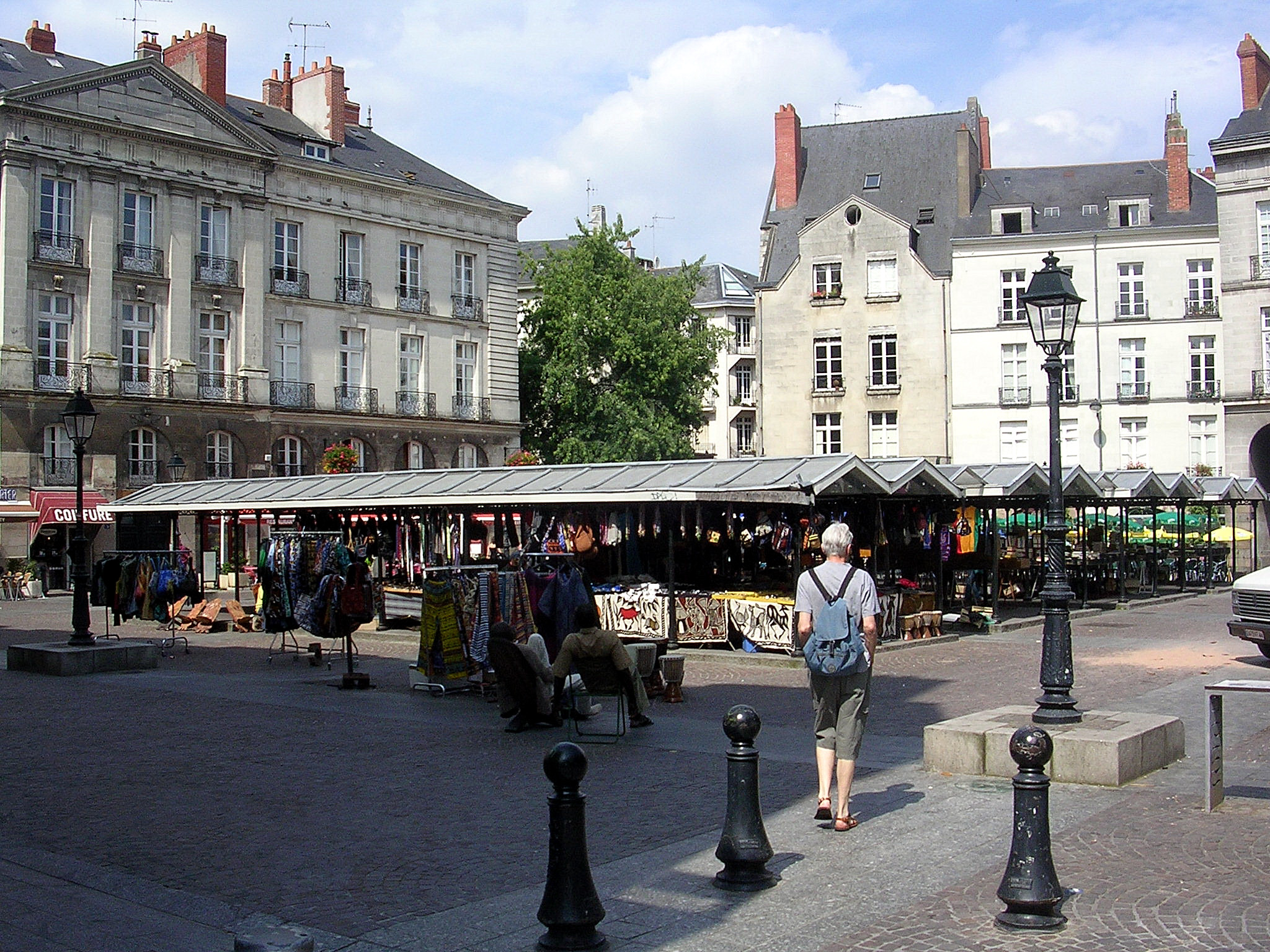
Place du Bouffay en 2007.

### Place du Commerce
La place du Commerce était autrefois dénommée « Port-au-Vin ». Sa position jouxtant la Loire et son bras de la Bourse, comblé dans les années 1930, en faisait un port idéalement situé. Originellement, cette place était une cale en forme de pente pour la construction de navires. Elle est ensuite aplanie en 1755 puis réaménagée avec notamment une ouverture vers la place Royale, la construction de la Bourse et d'autres immeubles sur sa partie est. Aujourd'hui cette place est une zone piétonne et commerciale.

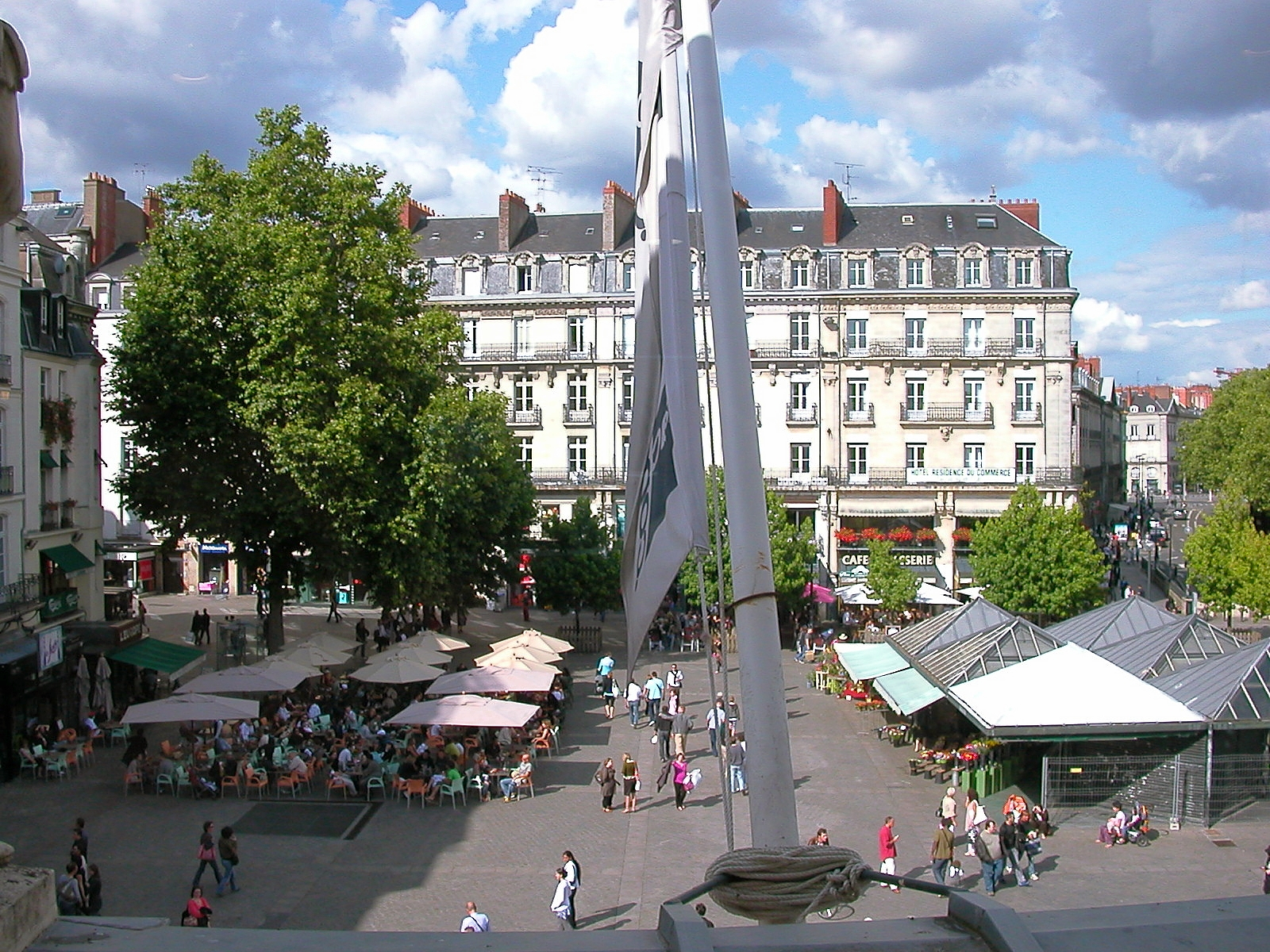
Place Sarajevo dite«  Commerce »
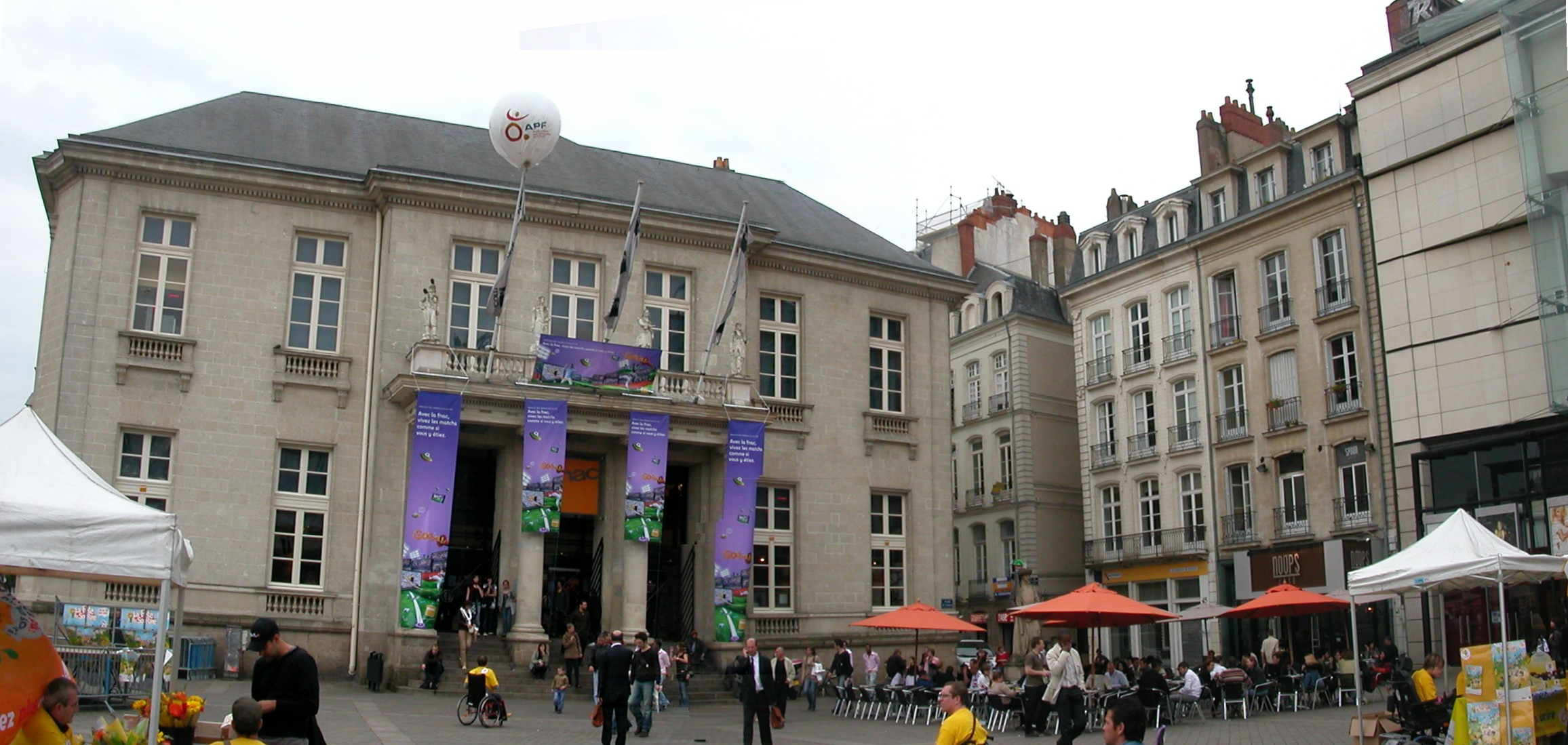
L'ancien Palais de la Bourse

### Place Graslin

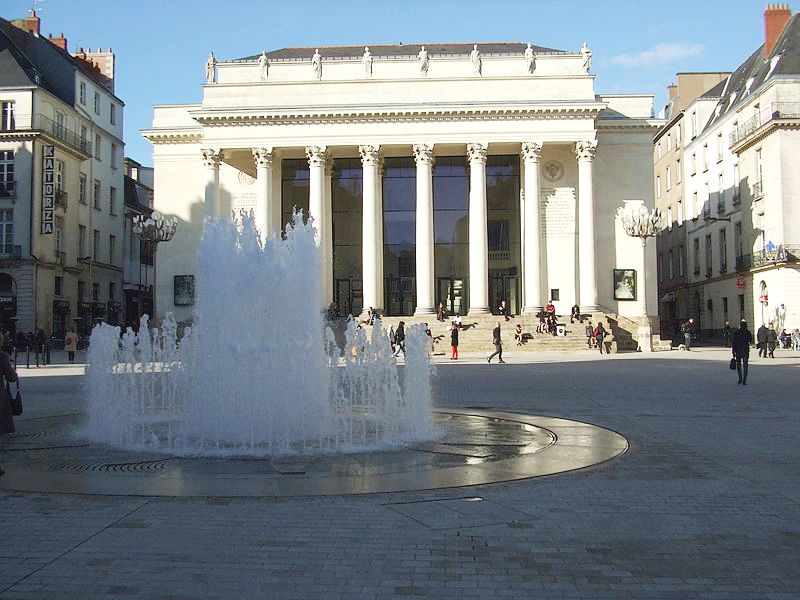
Le théâtre Graslin
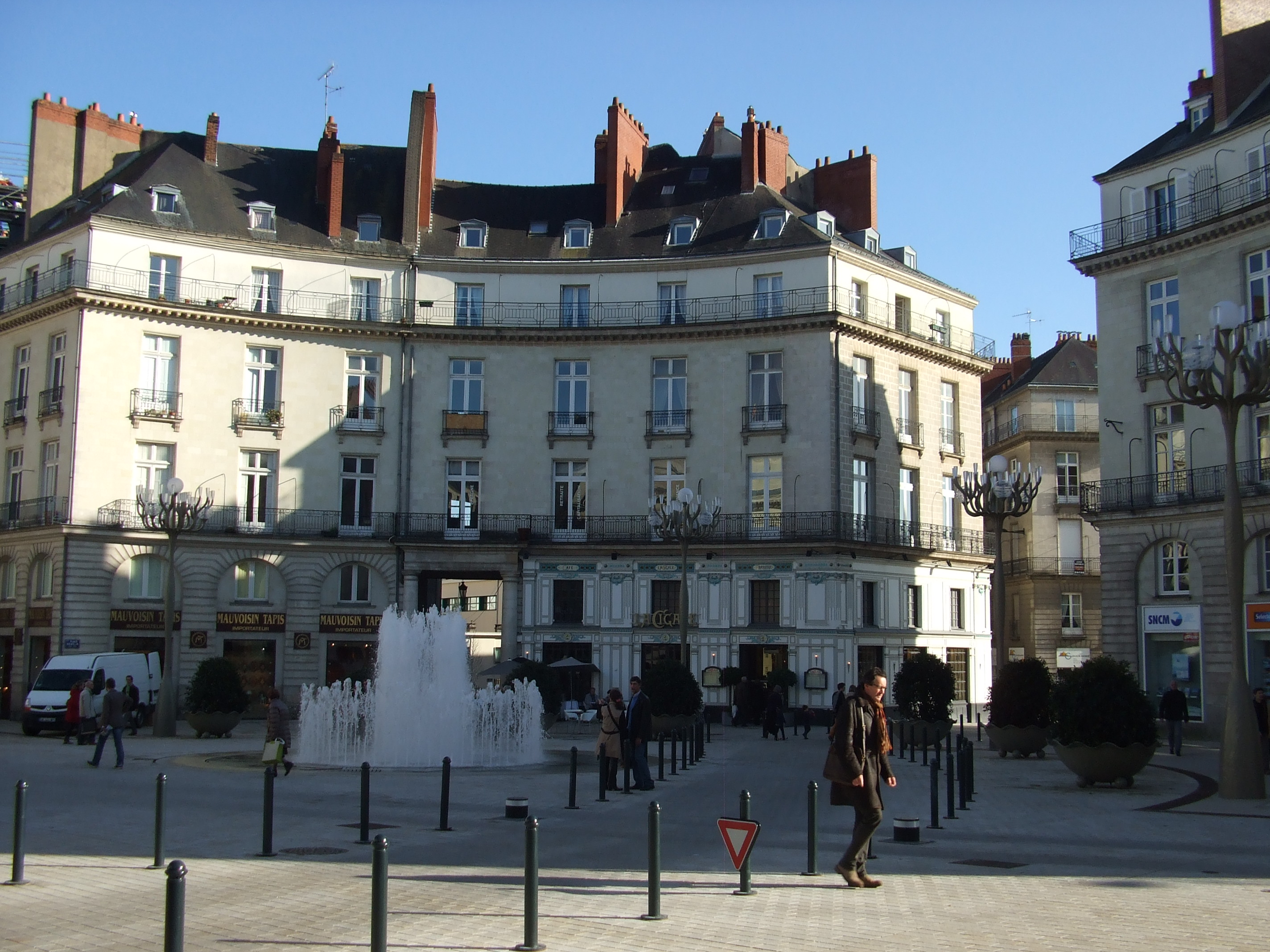
La brasserie « La Cigale »

### Place Maréchal-Foch

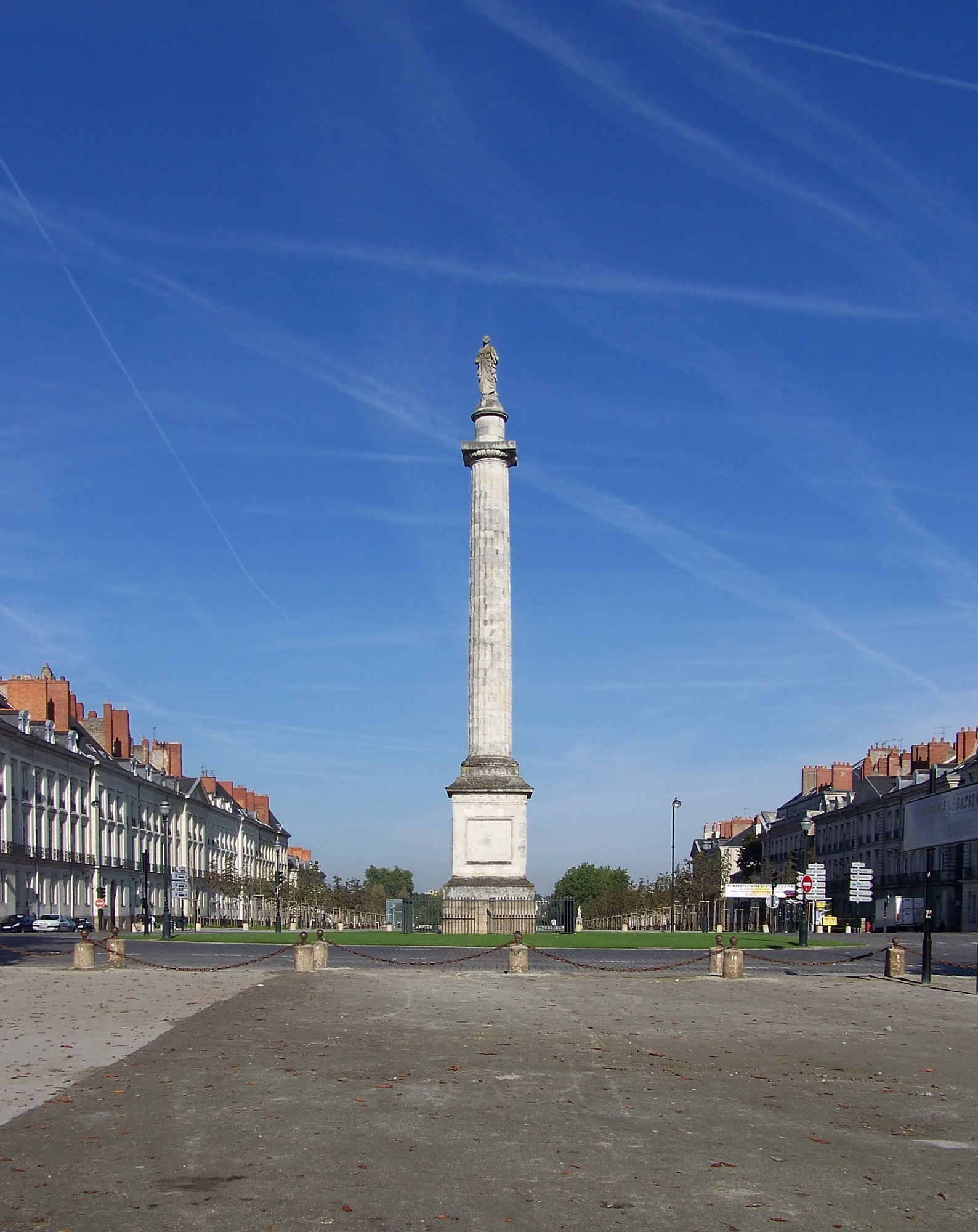
La place Maréchal-Foch et sa colonne Louis-XVI
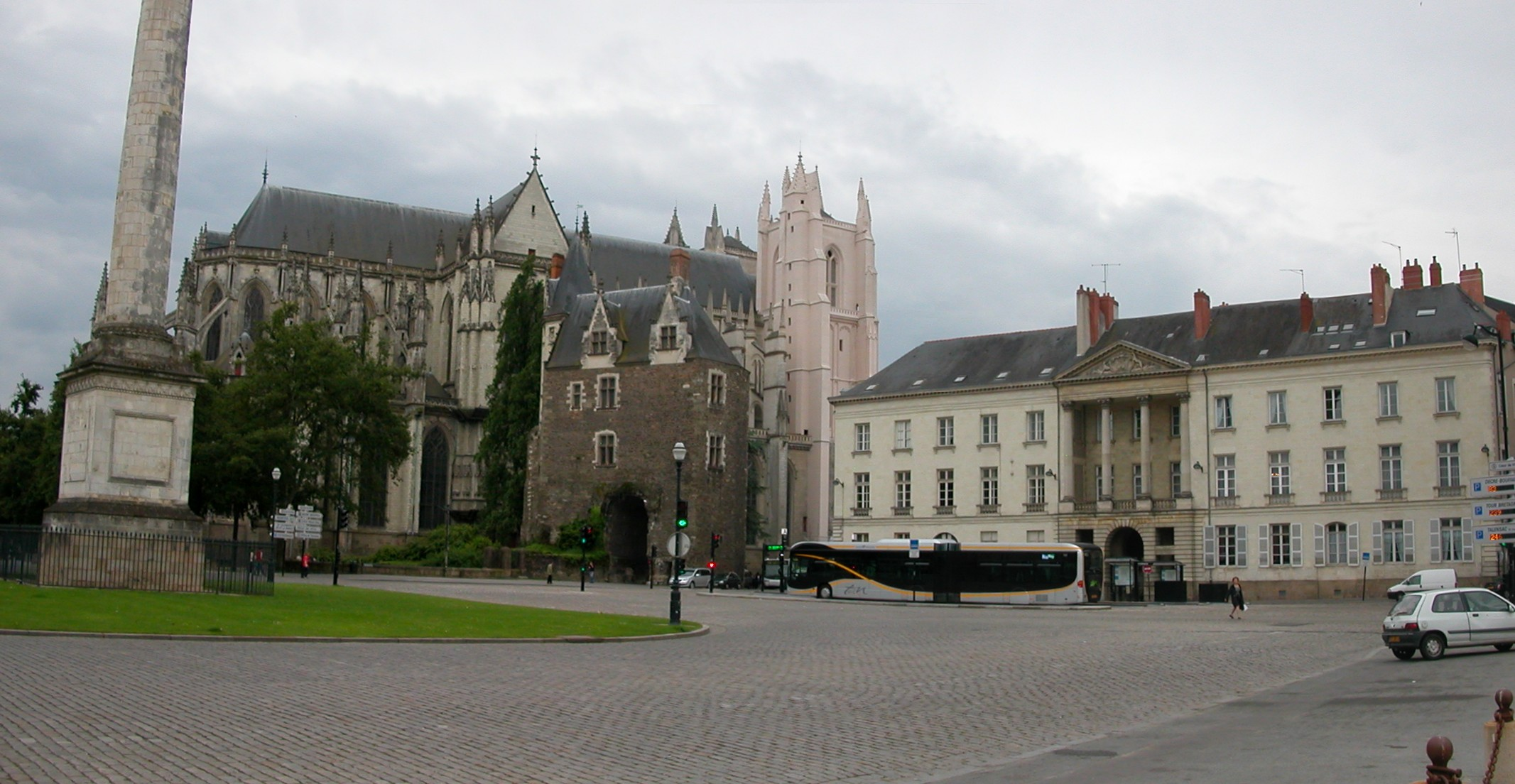
La place Maréchal-Foch et la cathédrale de Nantes en arrière-plan

### Place Royale
La place Royale, a été conçue en 1788 par l’architecte nantais Mathurin Crucy. Les bâtiments font honneur aux canons de l'architecture classique en vogue à l'époque : symétrie des façades, rigueur du plan, ouverture des perspectives. Une fontaine de 2,56 m est érigée en 1865 au centre de la place. Elle est l’œuvre de l'architecte Henri-Théodore Driollet, des sculpteurs Daniel Ducommun du Locle et Guillaume Grootaërs, ainsi que du fondeur Jean-Simon Voruz. La fontaine est l'allégorie de Nantes, la Loire et ses affluents. La Loire, l'Erdre, la Sèvre, le Cher et le Loiret prennent la forme de statues. Sur son sommet, est représentée la Ville avec Amphitrite, divinité de la mer. En 1943, la place subit d'importants dommages lors de bombardements. L'« hôtel Continental » est détruit. Après rénovation en 2006 la place redevient piétonne.

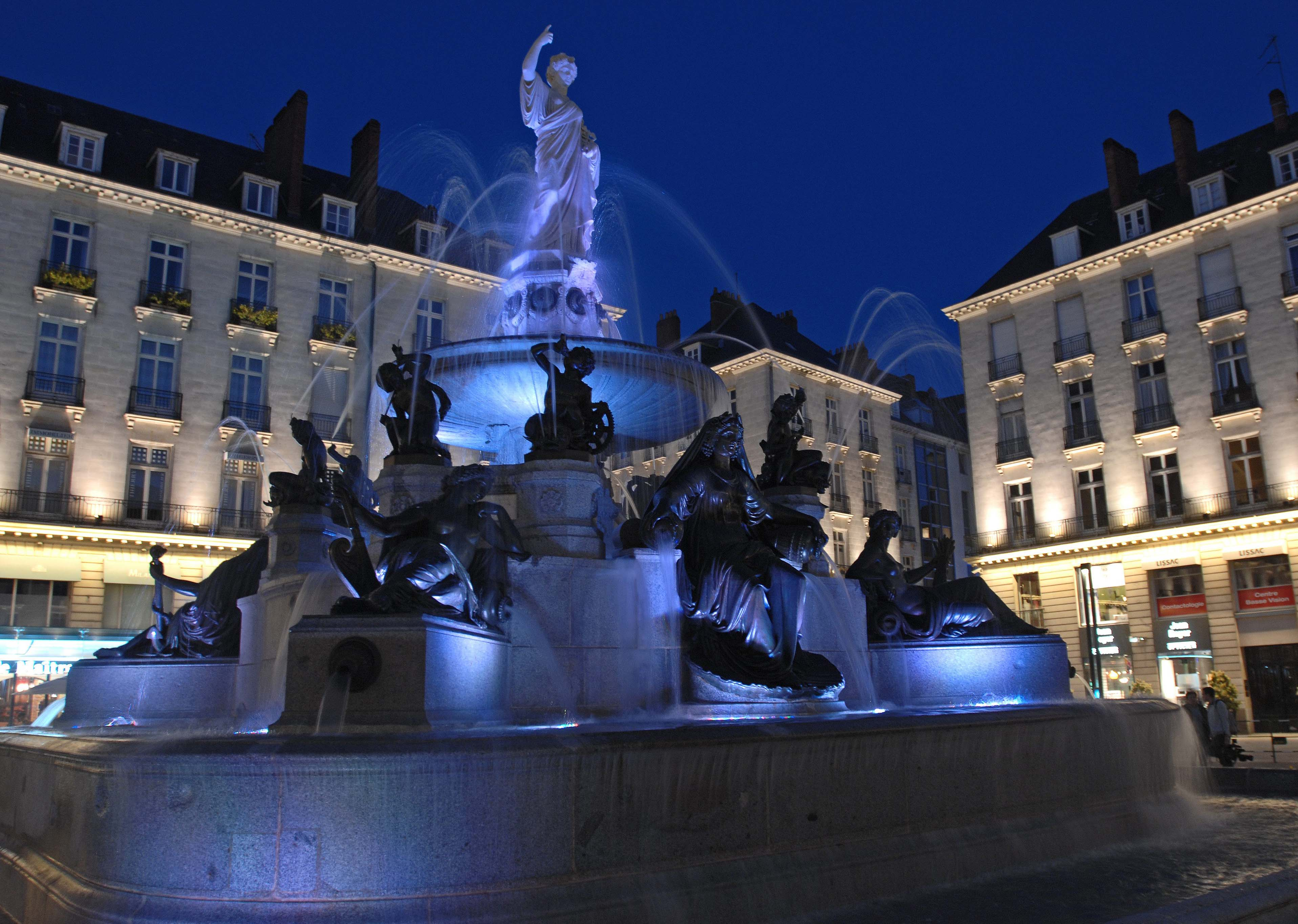
La place Royale et sa fontaine
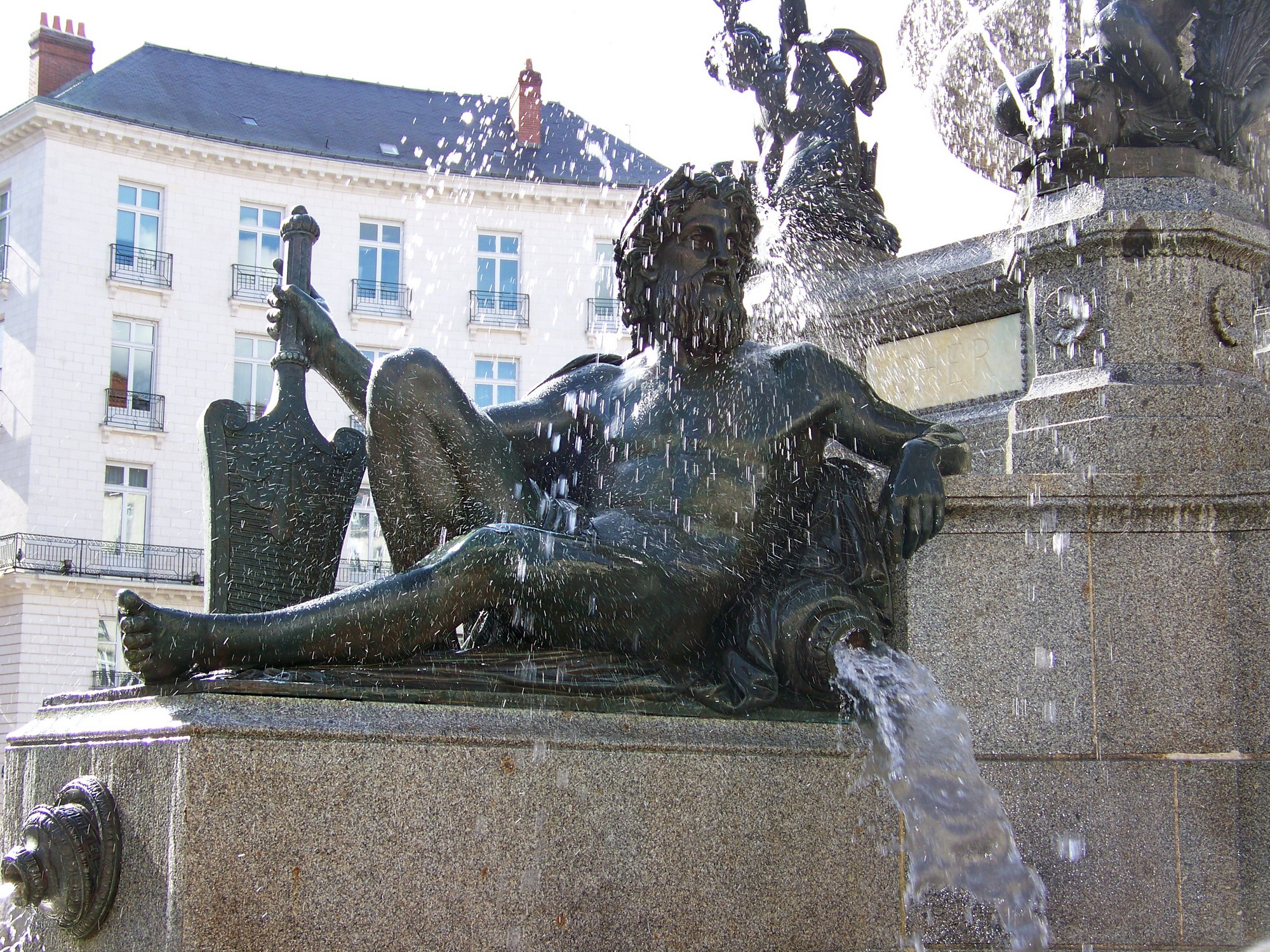
Statue allégorique du Cher sur la fontaine

## Quai

### Quai de la Fosse
Le quai de la Fosse tient son nom d'une ancienne fosse présente sur le site. Ce quai est le plus célèbre des bords de Loire à Nantes grâce à l'activité du port de Nantes notamment pendant le XVIIe et le XVIIIe siècle. Le commerce triangulaire permit à de nombreux armateurs nantais de faire fortune. Ainsi certains possédaient des hôtels privés le long du quai. Le premier quai fut construit à partir de 1516. On y trouvait aussi des bars à matelots. Il est reconstruit en 1838 puis 1874. Aujourd'hui, la voie du quai accueille la ligne 1 du tramway nantais.

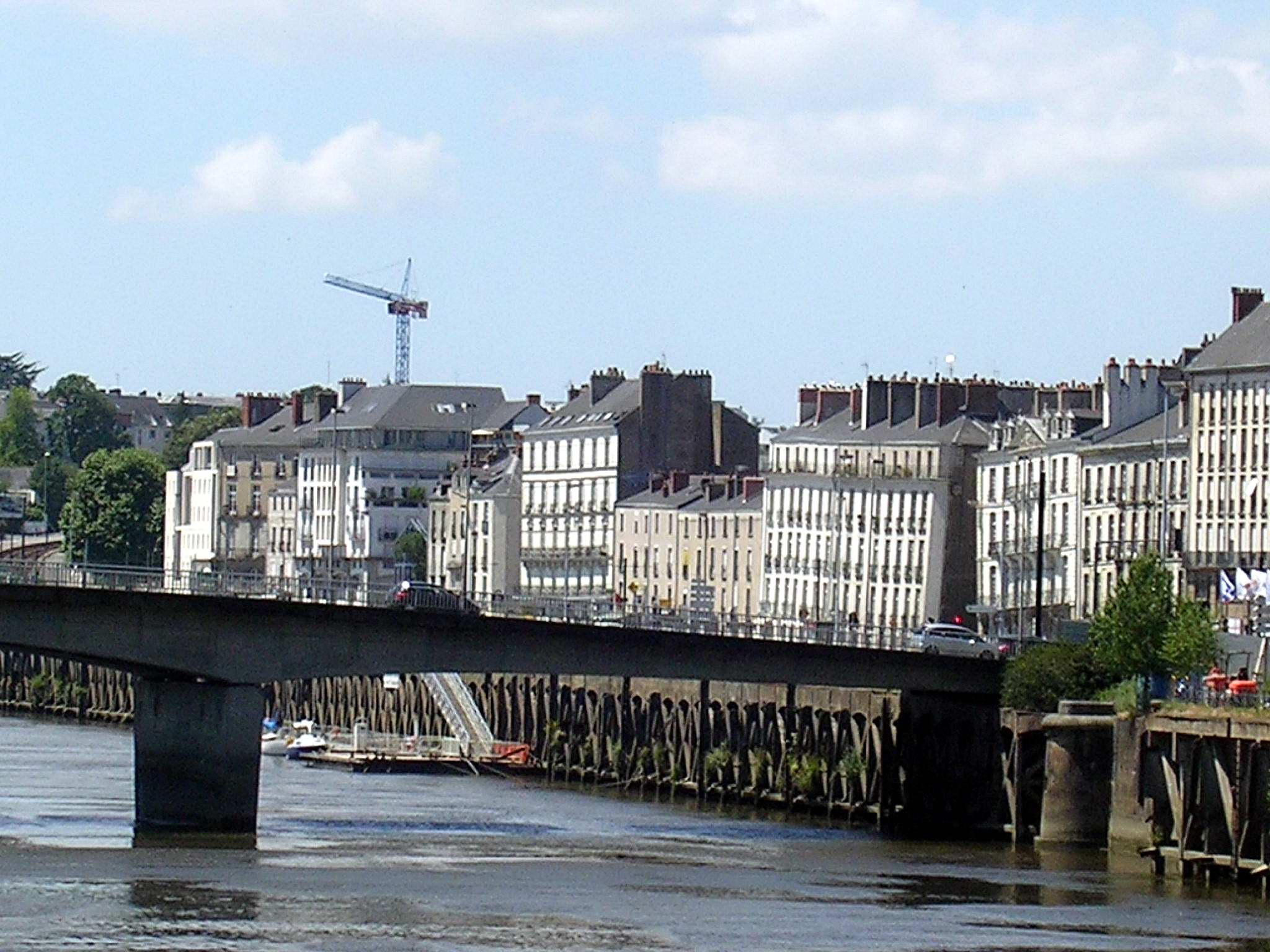
Immeubles penchés du quai de la Fosse

## Rues

### Rue Crébillon
La rue Crébillon relie la place Royale à la place Graslin. Il s'agit d'une rue semi-piétonne réputée pour ses commerces de vêtements de luxe.
Cette rue, très commerçante, a donné en vocabulaire nantais le verbe crébillonner qui signifie « traîner en faisant ses courses ». Cette rue reçut plusieurs noms au cours du temps. Elle fut appelée rue de Goyon, rue de Varennes, puis enfin rue Crébillon en l'honneur de Prosper Jolyot de Crébillon, poète tragique.

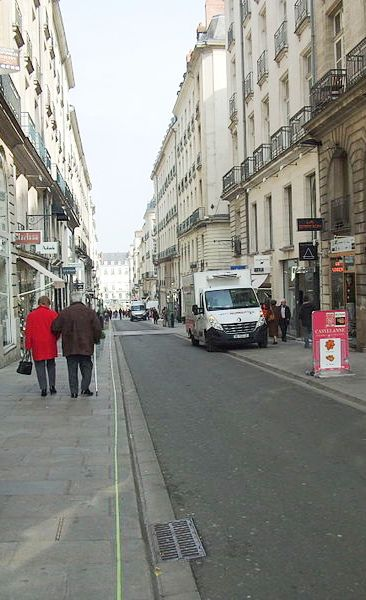
La rue Crébillon.

### Rue des Halles
La rue des Halles relie la place du Change au cours des 50-Otages. Il est dit que la rue portait en 1556, le nom de rue Mercerie. On y trouvait autrefois des moulins et des boucheries. Cette rue subit souvent les inondations inhérentes aux crues de l'Erdre toute proche. Aujourd'hui, c'est une rue commerçante qui accueille grandes enseignes et commerces de proximité.

### Rue de la Juiverie
La rue de la Juiverie est située dans le quartier historique du Bouffay. Elle se trouve entre les rues de la Bâclerie et des Petites-Écuries. Le nom de cette voie fait référence à la communauté juive qui s'y était établie. Vers 1240, cette communauté est persécutée par Jean Ier de Bretagne. Aussi, une loi imposera aux juifs de résider dans un quartier déterminé. Cette rue abritera leur synagogue. La rue présente encore des traces de la physionomie architecturale et urbaine moyenâgeuse du Bouffay avec une maison à colombage d'époque XVe siècle. Cette rue fait face au  chevet de l'église Sainte-Croix du côté de la rue de la Bâclerie.

### Rue Kervégan
La rue Kervégan est située sur l'île Feydeau entre la place de la Petite-Hollande et la rue Léon-Maître. Pittoresque, elle présente une chaussée pavée, des balcons en saillie, des mascarons de pirates ou de bêtes sauvages. Des demeures nobles y sont construites par les marchands négriers. Cette rue, qui tient son nom d'un ancien maire de la ville, Christophe-Clair Danyel de Kervégan,  elle reçut sa dénomination actuelle le 1er décembre 1817.

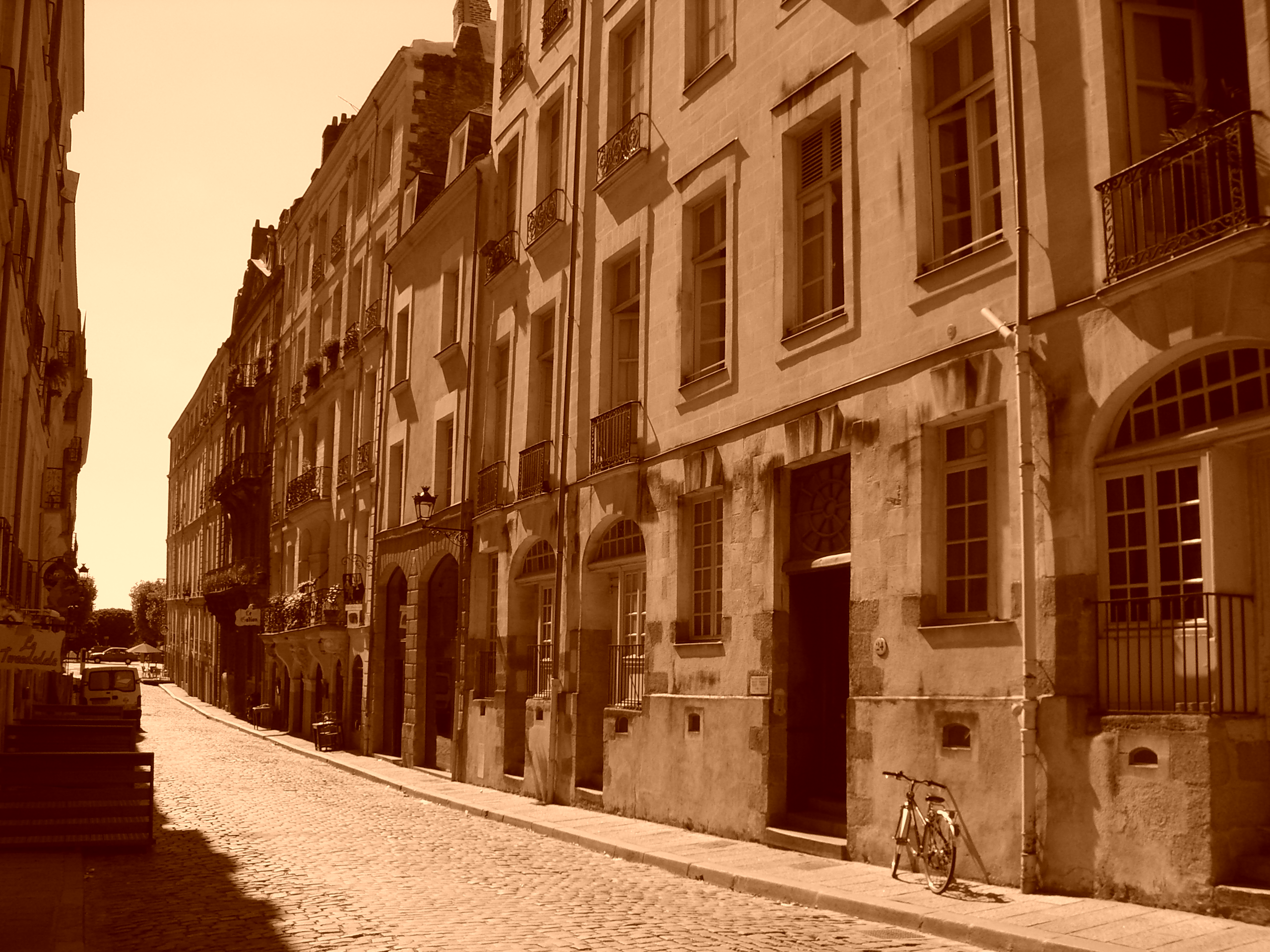
La rue Kervégan

### Rue d'Orléans
La rue d'Orléans est l'une des principales rues commerçantes du centre-ville. Elle contient entre autres de nombreuses boutiques de mode. Elle relie la place Royale au cours des 50-Otages, en croisant notamment la rue Du Couëdic. Avant le comblement de l'Erdre, cette rue donnait sur le pont d’Orléans. En projet depuis 1791 lors de l'aménagement de la place Royale, percée en 1825, alignée en 1827, elle reçut son premier nom le 27 septembre 1830, rue Poussin, suivi de nombreux autres : rue du Peuple, rue Charles-X, rue Louis-Philippe-Ier et rue de la Charte. Sa dénomination finale lui est attribuée en 1852.

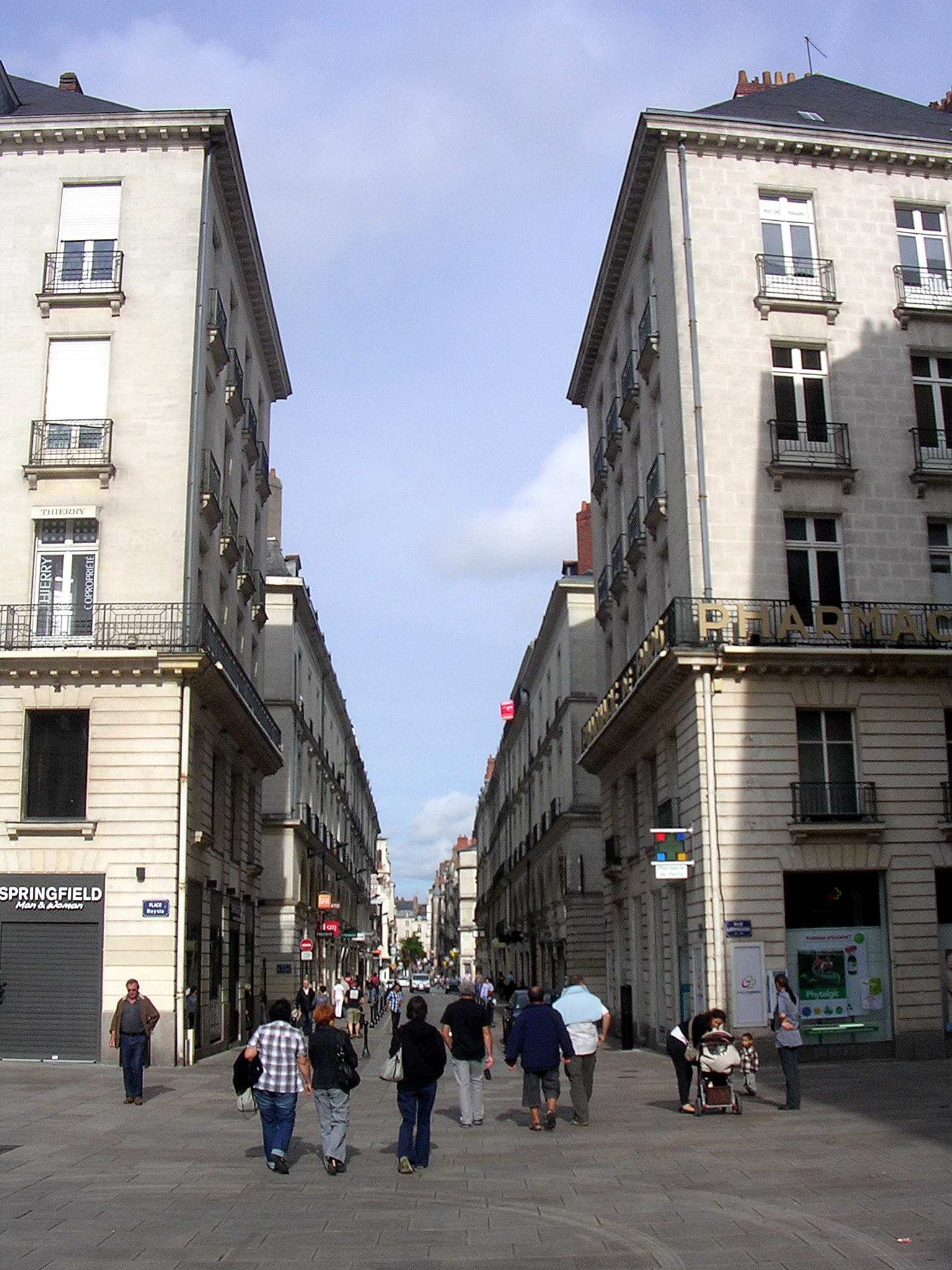
Rue d'Orléans, vue de la place Royale

#### Ouvrages ayant pour objet les rues de Nantes
- Stéphane Pajot, Nantes histoire de rues, Les Sables d'Olonne, d'Orbestier, 2010, 215 p. (ISBN 978-2-84238-126-4).

- Édouard Pied, Notices sur les rues de Nantes, A. Dugas, 1906, 331 p.

- Jean-Pierre Rault et Jacques Sigot, Les Noms des rues de Nantes, Éditions CMD, coll. « Découverte », 1996, 400 p. (ISBN 978-2-909826-36-3).

- Université de Nantes. Service formation continue dont université permanente, Çà et là par les rues de Nantes, Nantes, Reflets du passé, 1984, 207 p. (ISBN 2-86507-016-6).

#### Autres ouvrages sur Nantes
- Alfred Lescadieu et Auguste Laurant, Histoire de la ville de Nantes, suivie de l'histoire des guerres de la Vendée, Université d'Oxford, 1836 (lire en ligne).
- Stéphane Pajot, Nantes Fascinante : trésors photographiques de la mémoire d'une ville, Le Château-d'Olonne, Éditions d'Orbestier, 2006, 106 p. (ISBN 978-2-84238-096-0)
- Stéphane Pajot, Bons baisers de Nantes., Éditions d'Orbestier, 2008.
- Stéphane Pajot, Nantes Retrouvée., Éditions D'Orbestier, 2009.
- Daniel Quesney, Retour à Nantes, Les Beaux Jours, 2008, 215 p. (ISBN 978-2-35179-019-9 et 2-35179-019-7).